# Тер-Варданян, Анна
Анна Тер-Варданян (арм. Աննա Տեր-Վարդանյան, англ. Anna Der-Vartanian; 6 декабря 1920, Детройт, Мичиган, США  — 4 августа 2011, США) — американская военнослужащая, первая в истории женщина — главный корабельный старшина ВМС США (1959 год), высшего звания, доступного военнослужащим рядового и сержантского состава в Военно-морских силах США.
В честь неё, совместно с Джой Хэнкок, названа награда «CAPT Joy Bright Hancock & MCPO Anna Der-Vartanian Awards».

## Биография
Анна Тер-Вартанян родилась 6 декабря 1920 года в Детройте, штат Мичиган, в семье армянских беженцев. В 1941–1942 годах она училась в Детройтском университете бизнеса, во время которого также записалась в женский вспомогательный авиакорпус армии (WAAC).
Вся семья Тер-Вартаняна проходила военную службу: её сестра Джин Оливер служила в ВМС США, брат Эндрю служил в армии США на Тихоокеанском театре военных действий, мать хотела пойти в военно-морской флот, но предпочла остаться дома и служить Американскому Красному Кресту.
В 1943 году Дер-Вартанян поступила на службу в ВМС США в качестве ученика моряка в WAVES. Она служила на Великих озерах, Военно-морская база «Остров сокровищ», Перл-Харбор, Авиабаза ВМФ Лейкхерст и занимала административные должности в различных других местах службы. После повышения до должности мастера-шефа, она стала первой женщиной, занявшей должность главного клерка в Управлении национального военного представителя США, Верховного главы союзных держав в Европе, в Париже, Франция.
После ухода из ВМС США в 1963 году Анна Тер-Вартанян поступила на работу в ЦРУ в 1964 году в качестве младшего аналитика, а затем стала специалистом по контрразведке.
За 20 лет своей военной карьеры Тер-Вартанян служила практически во всех штатах США, от Сан-Франциско и Вашингтона до Бостона и Оаху (Гавайи). Тер-Вартанян свободно говорила на английском, армянском и французском языках, а также немного знала испанский и немецкий языки. Несмотря на её огромное желание посетить Армению, ей так и не удалось побывать на родине. Замуж она так и не вышла, посвятив всю свою жизнь карьере.
Умерла 4 августа 2011 года. Была похоронена на Арлингтонском национальном кладбище в пригороде Вашингтона со всеми воинскими почестями.